# Пам'ятник Олені Телізі (КПІ)
Пам'ятник Олені Телізі — перший пам'ятник українській поетесі та культурній діячці Олені Телізі, встановлений у 2009 році на території парку КПІ у місті Київ.

## Відкриття
- Урочисте відкриття пам'ятника Олені Телізі відбулося 31 серпня 2009 року.

- Частину коштів на пам'ятник зібрали студенти та викладачі КПІ, а частину пожертвував випускник КПІ та меценат Дмитро Андрієвський — випускник КПІ 1992 року.

- Автором пам'ятника є відомий київський скульптор Володимир Щур.

- На постаменті вибито: "Не раз скажу: змагайся і шукай! Вдивляйся в очі пристрастей і зрічень! І знаю я — в один затихлий вечір До інших брам сягне твоя рука." Олена Теліга[1].

## Розташування
Монумент розташований у сквері імені Олени Теліги навпроти 12-го корпусу Національного технічного університету України «КПІ імені Ігоря Сікорського» на вулиці Академіка Янгеля, 16/9 (стара адреса — вул. Політехнічна, 16, колишня назва скверу — «Поляна», походить від колишньої назви розташованої поруч станції швидкісного трамваю «Польова», тепер вона «Олекси Тихого»).
В цьому навчальному закладі працював батько Олени — Шовгенів Іван Опанасович, а під час окупації поетеса жила неподалік і часто гуляла у цих місцях.
До парку можна дістатись маршрутами № 411, 433, 442 та 820 або трамваями № 1 і 3, виходити на станції «Олекси Тихого».
Розмір фігури: 128х182х85